# Johnny Whitaker
John Orson Whitaker Jr., detto Johnny (Los Angeles, 13 dicembre 1959), è un attore, regista e produttore cinematografico statunitense.
Attore bambino caratterizzato da una folta chioma di capelli rossi, è noto in Italia per il ruolo di "Jody" nella serie televisiva Tre nipoti e un maggiordomo. Molto attivo nel cinema e in televisione dal 1965 al 1977, e poi ancora dal 1997.

## Biografia
Quinto di otto fratelli, Johnny Whitaker nasce nel 1959 in California, da Thelma e John O. Whitaker Sr.. Inizia l'attività di attore all'età di tre anni, comparendo in spot pubblicitari per un autosalone trasmessi da una televisione locale. Nel 1965, quando ha sei anni, gli viene affidato il ruolo del giovane Scotty Baldwin nella soap opera General Hospital, poi portato avanti nel tempo da altri attori. 
L'anno seguente fa la sua prima significativa apparizione cinematografica nel film Arrivano i russi, arrivano i russi (1966). Del cast fa parte l'attore Brian Keith che, colpito dalle capacità espressive del bambino, lo raccomanda ai produttori per la serie televisiva Tre nipoti e un maggiordomo (Family Affair, 1966-1971). La parte originariamente era stata scritta per un bambino di dieci anni ma la straordinario legame che immediatamente si stabilisce tra lui e la piccola Anissa Jones porta i produttori a riadattare su di lui l'intera sceneggiatura. Lo strepitoso successo della serie rende Whitaker una celebrità a livello internazionale.
Nel 1969 recita in The Littlest Angel della serie antologica Hallmark Hall of Fame. Come guest star appare anche in alcuni episodi della serie televisiva Gunsmoke.
Terminata nel 1971 l'esperienza di Tre nipoti e un maggiordomo, Whitaker comincia a lavorare per la Disney. Nel 1972 è protagonista con Jodie Foster in Due ragazzi e un leone e con George Spell in Perdipiù il segugio fannullone. Interpreta inoltre il ruolo di Tom Sawyer nel musical del 1973 Tom Sawyer, ancora una volta a fianco di Jodie Foster (in quell'occasione l'attore vanta il privilegio di essere stato il primo attore a dare un bacio cinematografico a Foster). È anche doppiatore, sempre nel 1973, nel film animato della Disney Robin Hood. L'ultimo suo successo è come protagonista insieme a Scott C. Kolden nella serie televisiva Sigmund and the Sea Monsters (1973-1974). 
Divenuto adolescente, la sua transizione a ruoli di adulto si rivela difficile, e Whitaker rimane molto colpito dalla morte per overdose di Anissa Jones nel 1976. Diplomatosi alla Sylmar High School, decide così di prendersi un periodo di riposo, trascorrendo due anni in Portogallo dove è attivo come missionario per la Chiesa di Gesù Cristo dei santi degli ultimi giorni e si distingue per l'impegno profuso a favore dell'infanzia. Tornato negli USA, studia alla Brigham Young University, laureandosi in Scienze della comunicazione nel 1986. Oltre all'inglese, parla correntemente lo spagnolo, il portoghese e il francese.
Lavora per qualche tempo come consulente informatico alla CBS, come ha raccontato egli stesso in un'intervista a Tom Snyder per il The Late Show; successivamente apre con la sorella la Whitaker Entertainment a Los Angeles, un'agenzia che si prefigge di preparare e lanciare nuovi talenti nel mondo dello spettacolo.
È stato sposato dal 1984 al 1988 con Symbria Wright, di Reseda (California). In seguito al divorzio, attraversa un periodo difficile nella propria vita personale con problemi di droga e alcol, dei quali si libera totalmente dal 1997, impegnandosi anche in prima persona in associazioni per il recupero dei tossicodipendenti.

## Riconoscimenti
- Young Hollywood Hall of Fame (1960's)
- Young Artist Award, Former Child Star Lifetime Achievement Award (1999)

## Filmografia parziale

### Cinema
- Arrivano i russi, arrivano i russi (The Russians Are Coming the Russians Are Coming), regia di Norman Jewison (1966)
- Perdipiù il segugio fannullone (The Biscuit Eater), regia di Vincent McEveety (1972)
- Due ragazzi e un leone (Napoleon and Samantha), regia di Bernard McEveety (1972)
- Pistaaa... arriva il gatto delle nevi (Snowball Express), regia di Norman Tokar (1972)
- Tom Sawyer, regia di Don Taylor (1973)

### Televisione
- General Hospital – serie TV (1965)
- Tre nipoti e un maggiordomo (Family Affair) – serie TV, 138 episodi (1966-1971)
- Gunsmoke – serie TV, 3 episodi (1967-1971)
- Bonanza – serie TV, episodio 9x26 (1968)
- Lancer – serie TV, episodio 1x24 (1969)
- The Littlest Angel, regia di Joe Layton (1969) – film TV
- Il virginiano (The Virginian) – serie TV, episodio 8x06 (1969)
- Il signore delle tenebre (Something Evil), regia di Steven Spielberg (1972) – film TV
- Sigmund and the Sea Monsters, serie TV – 29 episodi (1973-1974)

## Doppiatori italiani
Nelle versioni in italiano dei suoi lavori, Johnny Whitaker è stato doppiato da:
- Marco Vivio in Perdipiù il segugio fannullone
- Ilaria Stagni in Due ragazzi e un leone
- Paolo Torrisi in Tre nipoti e un maggiordomo[4]